# クラインフェルター症候群

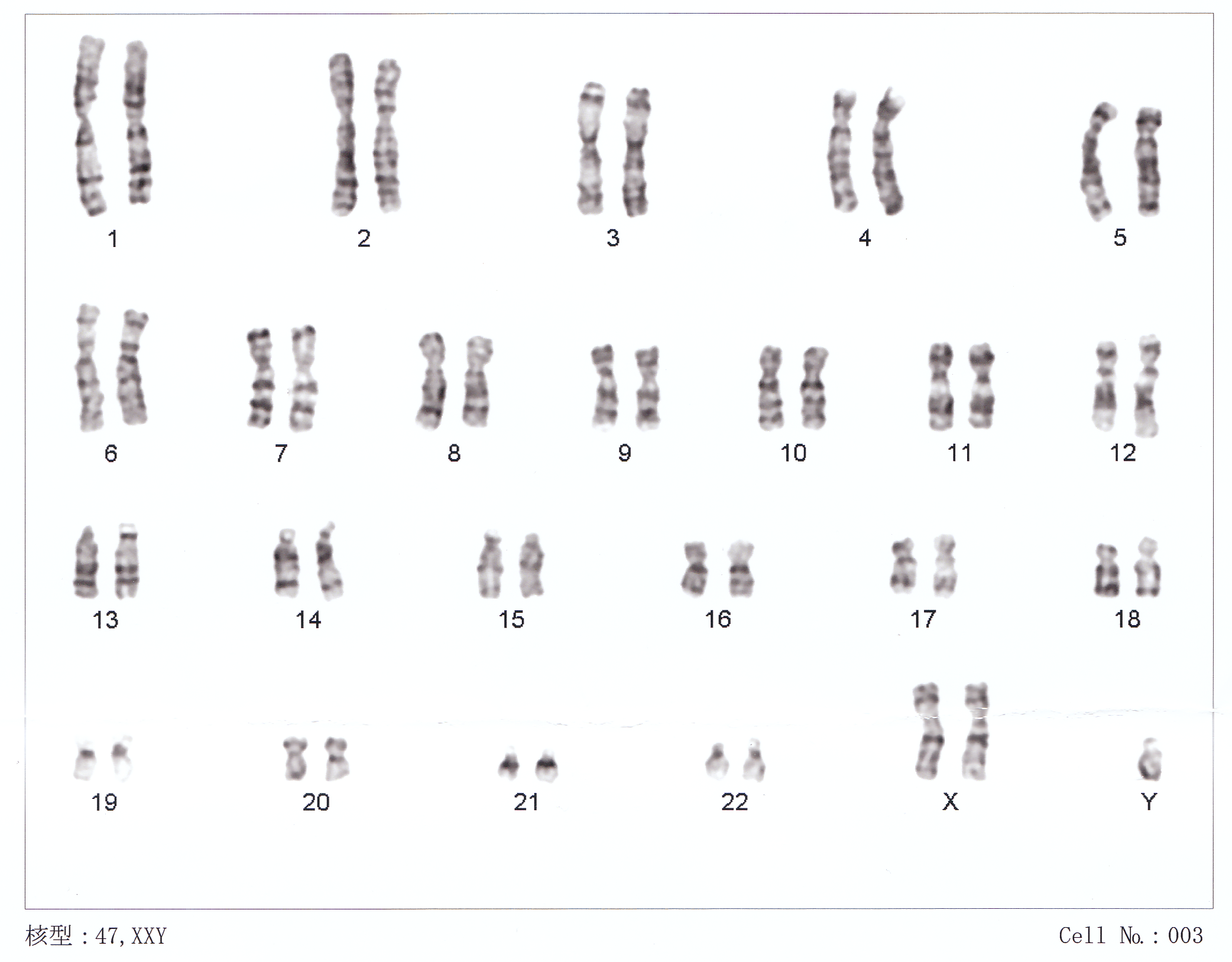
47、XXY核型

クラインフェルター症候群（クラインフェルターしょうこうぐん、英: Klinefelter syndrome）は、性分化疾患に分類される、男性の性染色体にX染色体が一つ以上多いことで生じる一連の症候群。1942年にアメリカのハリー・クラインフェルターによって初めて報告された。クラインフェルター博士はこれを精巣機能低下症として報告したが、その後の調べで1959年に原因が染色体異常と明らかになった。

## 原因
通常の男性の性染色体は「XY（46,XY）」であるが、「2個以上のX染色体と少なくとも1つのY染色体の保有」があるとこの症例になる。そのほとんどは減数分裂時の染色体不分離に起因するが、受精後の不分離が原因である例も存在する。
なお、X染色体は複数ある場合、1本を残して不活性化されるが、実際にはX染色体の両端部（偽常染色体領域 PAR）は不活性化側でも活動しているのでこの差異で異常が起きる。
過剰なX染色体は60%の症例で母親由来である。

## 疫学
頻度は男性700-2000人に1人、あるいは1000人に1人、500-1000人に1人、XXYが800人に1人など。
なお、頻度は上述のように資料によっては「クラインフェルター症候群全体」の数値と「47,XXYのみ」の数値をあげているものがあるので注意。
47,XXY以外はかなり少なく、例として48,XXYYは25000-50000人に1人程度。
ただし、不妊をきっかけに来院して発見される（逆に言えばそれまで問題なく生活していた）こともあり、自分が症候群だと知らずに生活している人間も多数いると推測できる。

## 症状

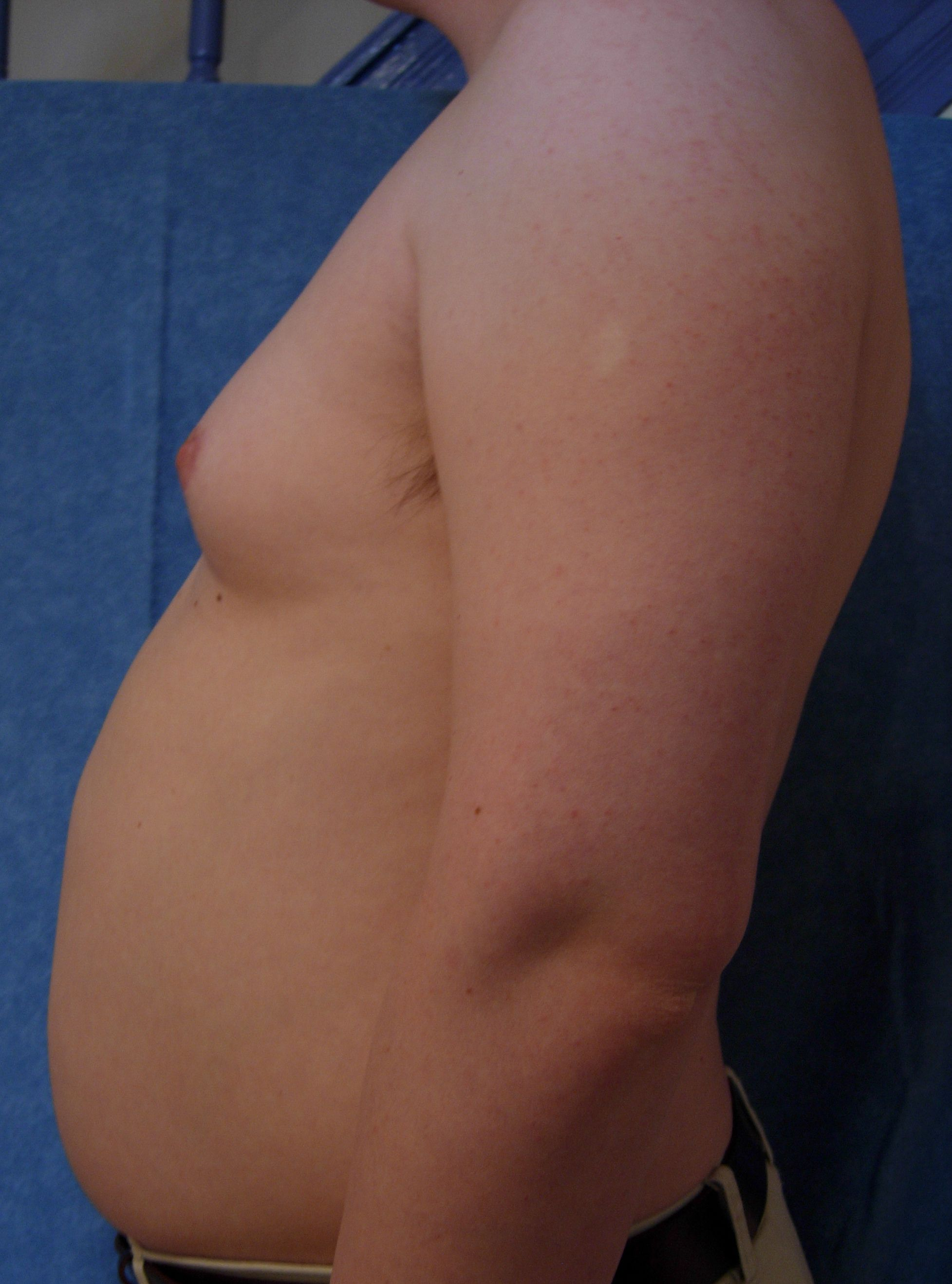
クラインフェルター症候群発症者男性の上半身
テストステロンの分泌不全のせいで乳房が発達している

性分化異常ではあるが、外性器・内性器共に男性型である（小睾丸・小ペニスはある）。
本症によくもしくは時々見られる臨床症状（学習障害、長い腕と脚、小さな精巣、無精子症による不妊症など）の原因は大まかには以下の要因による。
精母細胞の早期死滅による性腺機能不全
精母細胞は精子になるための減数分裂を行うが、本症ではこれができずに胎生期から精母細胞が死滅し、成人になるころには無精子症になっていることが多い。無精子症は10～15%が染色体異常が原因だが、その9割以上がクラインフェルター症候群である。
精母細胞がないと精巣のLeydig細胞の分化が起きないのでテストステロンの分泌不全になる。
この低テストステロンの影響が思春期頃起きるため、女性化兆候（なで肩で幅広の腰部、女性化乳房、少ない体毛、高い声）と、骨端閉鎖の遅延による高身長が起きやすい。なお低テストステロンに反応して脳の視床下部性腺刺激ホルモンであるゴナドトロピンが大量分泌されるので血中のゴナドトロピン濃度が上昇する（高ゴナドトロピン性性腺機能低下症・原発性性腺機能低下症）
SHOX遺伝子の過剰による高身長化
SHOX遺伝子はX・Y染色体の短腕に存在して身長を伸ばす効果があるが、不活性化から外れる擬似常染色体領域にあるのでこれが通常の1.5倍以上ある本症では高身長になりやすい。
これらはすべての本症に見られるわけではなく、例として女性化乳房は約50%に見られる程度で、第二次性徴自体は正常に起こる方が多い。
また、本症の知能は一般原則として正常の範囲だが、軽度の精神発達遅滞や学習障害を伴うことがあり、過剰なX染色体が多いほどこの程度が激しくなる。ので、IQが平均より10～15ほど低くなるともされるが大人しい性格（引っ込み思案・恥ずかしがり・未熟・慎重など）と見られることが多い。
生殖器やそのホルモン関連と知能以外では耐糖能異常あるいは糖尿病（4 - 39%ほど）、慢性肺疾患、静脈瘤、甲状腺機能低下症、乳がん、下腿潰瘍、鬱滞性皮膚炎を発症しやすい傾向があるとされ、過剰なX染色体が多いほど障害の傾向も強い。認知機能や言語機能の遅れ、社会的スキルや感情のコントロールの脆弱性や高い攻撃性が指摘されている。

## 治療
クラインフェルター症候群に限らず、原発性性腺機能低下症は精巣機能の回復が期待できないので男性ホルモンの補充を行い、これで二次性徴や勃起能が回復する。ただし精子形成はこの方法で回復しない。
無精子症については絶対的な男性不妊と考えられていたが、XYとXXYのモザイクの場合、睾丸内のXY細胞の数が多ければ特に受精に問題は生じない。非モザイク型の場合でも患者の精巣内に少量の精子が存在することがあり、精巣内精子採取術（TESE）、顕微鏡下精巣内精子採取術によって精子回収が可能（TESEで50～70%の症例で回収可能、顕微鏡下精巣内精子採取術で25%ほど可能だったという。）になったため、十分な遺伝カウンセリングの後、生殖補助技術（人工授精など）により子供を得ることが可能な場合もある。
女性化乳房が見られる場合は一過性の場合はそのままでもよいが、持続するときは手術する。